# Jean Richard (arbitre)
 (décembre 2015).
Si vous disposez d'ouvrages ou d'articles de référence ou si vous connaissez des sites web de qualité traitant du thème abordé ici, merci de compléter l'article en donnant les références utiles à sa vérifiabilité et en les liant à la section « Notes et références ».
Pour les articles homonymes, voir Richard et Jean Richard.
Jean Richard est un arbitre français de football officiant dans les années 1920.

## Carrière
Richard arbitra un match aux Jeux olympiques d'été de 1924 opposant l'Italie et le Luxembourg en huitièmes de finale qui s'acheva par une victoire italienne 2-0.